# Rolling Fork
Rolling Fork is een plaats (city) in de Amerikaanse staat Mississippi, en valt bestuurlijk gezien onder Sharkey County.

## Demografie
Bij de volkstelling in 2000 werd het aantal inwoners vastgesteld op 2486.
In 2006 is het aantal inwoners door het United States Census Bureau geschat op 2195, een daling van 291 (-11,7%).

## Geografie
Volgens het United States Census Bureau beslaat de plaats een oppervlakte van
3,6 km², geheel bestaande uit land.

## Plaatsen in de nabije omgeving
De onderstaande figuur toont nabijgelegen plaatsen in een straal van 32 km rond Rolling Fork.

## Geboren in Rolling Fork
- Slick Watts (1951-2025), basketballer